# Yamatototohimomoso-hime

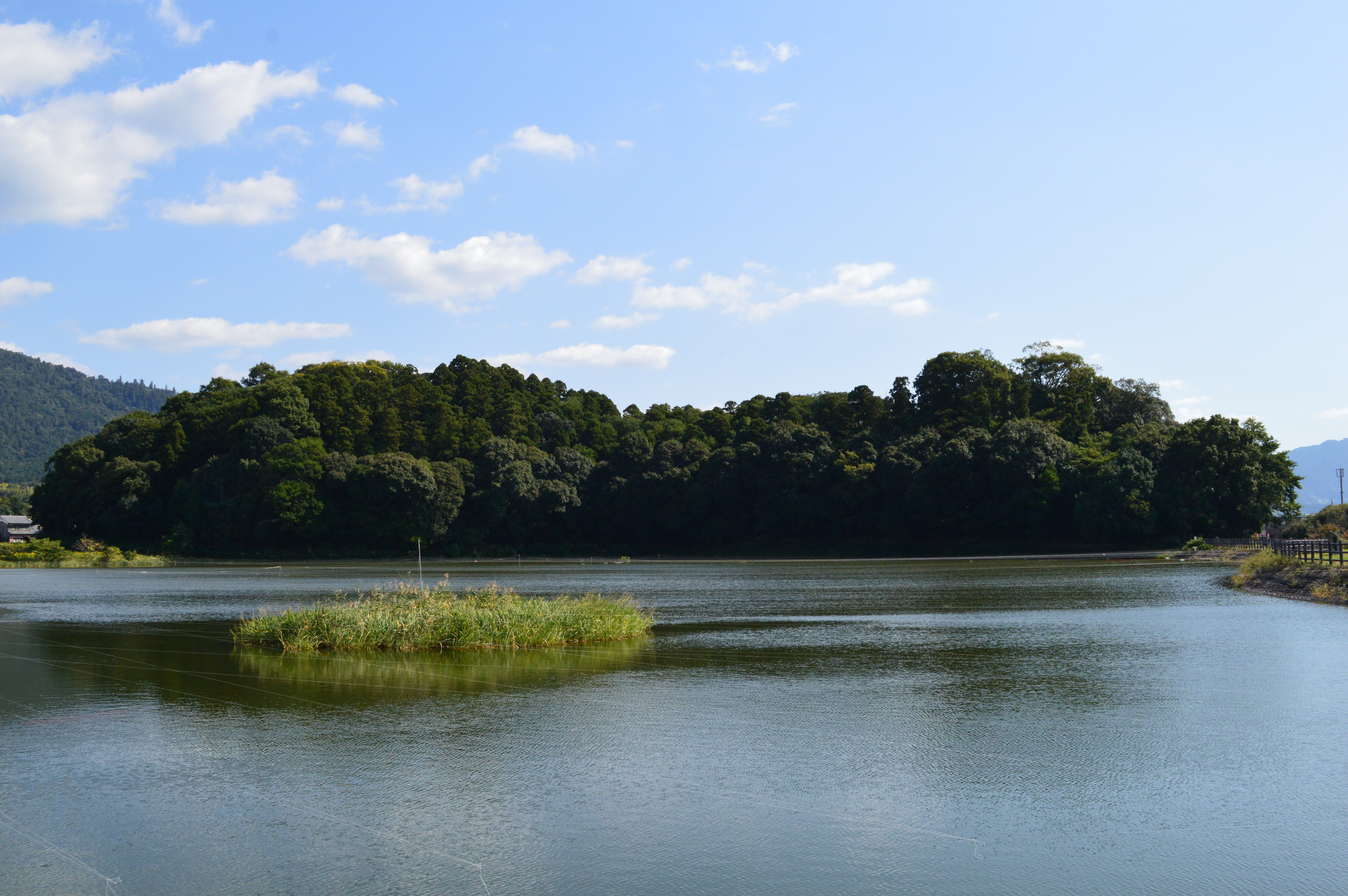
Kofun de Hashihaka

Yamato Totohi Momoso est une princesse japonaise enterrée dans le kofun de Hashihaka (en). Elle était la fille de l'empereur Korei. Elle était la tante chamane de l'empereur Sujin et aurait mis fin à ses jours après avoir découvert que son mari était un dieu serpent.
Le kofun Hashihaka est considéré comme le premier grand kofun en forme de trou de serrure (en) construit au Japon et est associé à l'émergence de la royauté de Yamato . 
L'Agence impériale désigne le kofun Hashihaka comme tombeau de princesse Yamato Totohi Momoso , la fille du légendaire empereur Kōrei. Il existe également une théorie scientifique selon laquelle le kofun Hashihaka serait le tombeau d'Himiko, la reine de Yamatai.
Le nom Hashihaka se traduit par « tombe des baguettes », faisant référence à une baguette de table, utilisée dans une histoire d'amour mythique entre la princesse Yamato Totohi Momoso et le kami du mont sacré Miwa. Selon la légende, la tragédie culmina lorsque la princesse se poignarda à mort avec une de ces baguettes, un instrument de table commun au Japon,.

## Début de la vie
Le Kiki rapporte que la peste a frappé au cours de la cinquième année du règne de Sujin, tuant la moitié de la population japonaise. L’année suivante, les paysans abandonnèrent leurs champs et la rébellion devint généralisée. Pour aider à soulager les souffrances de son peuple, l’Empereur tourna son attention vers les dieux. À l'époque, la déesse du soleil Amaterasu et le dieu Yamato-no-Okunitama (倭大国魂神)  étaient consacrés à la résidence impériale. Sujin fut submergé par le fait de devoir cohabiter avec ces deux puissantes divinités et installa des sanctuaires séparés pour les héberger. Amaterasu a été transféré au Kasanui village (笠縫邑)  dans la province de Yamato (Nara), où un autel Himorogi a été construit en pierre solide. Sujin a confié à sa fille Toyosukiiri-hime (豊鍬入姫命)  la responsabilité du nouveau sanctuaire. Yamato-no-Okunitama (l'autre dieu) fut confié à une autre fille nommée Nunakiiri-hime (渟名城入媛命) , mais sa santé commença à se détériorer peu de temps après. Il est rapporté que Nunakiiri-hime est devenue émaciée après avoir perdu tous ses cheveux, ce qui l'a rendue incapable d'accomplir ses fonctions. Ces événements n'ont toujours pas atténué la peste qui ravageait l'empire, alors Sujin a décrété qu'une divination serait effectuée au cours de la 7ème année de son règne. La divination impliquait qu'il fasse un voyage dans la plaine de Kami-asaji ou Kamu-asaji-ga-hara (神浅茅原)  et invoque les quatre-vingts myriades de divinités.
princesse Yamato Totohi Momoso (倭迹迹日百襲媛命) la tante de Sujin  (fille du 7e empereur , l'empereur Kōrei ) agissait comme une miko et était possédée par un dieu qui s'identifiait comme Ōmononushi. Ce dieu revendiquait la peste, annonçant qu'elle ne s'arrêterait que lorsqu'il serait vénéré. Bien que l’Empereur ait apaisé le dieu, les effets ne furent pas immédiats. Sujin reçut plus tard des conseils sous la forme d'un rêve pour rechercher un homme appelé Ōtataneko (太田田根子), et pour le nommer prêtre en chef. Lorsqu’il fut retrouvé et installé, la peste finit par s’atténuer, permettant à cinq récoltes de céréales de mûrir. Par beaucoup de prudence, l'empereur a également nommé Ikagashikoo (伊香色雄)  comme kami-no-mono-akatsu-hito (神班物者) , ou « celui qui trie les offrandes aux dieux ». À ce jour, les sept Miwa du clan Kamo prétendent descendre d' Ōtataneko, alors qu'Ikagashikoo était un ancêtre revendiqué du clan Mononobe, aujourd'hui disparu.
Le Nihon Shoki, livre V (Chronique de l'empereur Sujin, 10e empereur) rapporte que lorsque le pays fut paralysé par la peste et le chaos qui s'ensuivit, l'empereur consulta les dieux. Le dieu Ōmononushi (que certaines sources de la chronique identifient avec la divinité du mont Miwa) a parlé par la bouche d'une princesse aînée de la maison impériale nommée princesse Yamato Totohi Momoso (fille du 7e empereur, l'empereur Kōrei et tante de Sujin  ) et s'est révélé être la divinité résidant aux frontières de Yamato sur le mont Miwa, et a promis de mettre fin au chaos s'il était correctement vénéré. L'empereur se rendit complice du dieu mais les effets ne furent pas immédiats. Plus tard, le même dieu apparut dans un rêve et lui ordonna de rechercher un homme nommé Ōtataneko (太田田根子), considéré comme l'enfant du dieu, et de l'installer comme prêtre en chef de son culte. Par la suite, l’ordre normal a été rétabli et les récoltes n’ont plus été mauvaises. 

## Sauver Sujin du meurtre

Les quatre quartiers cardinaux

Au cours de sa dixième année de règne, Sujin institua quatre de ses généraux dans les quatre quartiers cardinaux de ce qui serait connu sous le nom de shogun Shidō . Ces zones (ouest, nord/nord-ouest, nord-est et est) étaient toutes centrées autour de la capitale de la province de Yamato. Sujin ordonna à ses généraux (shogun) de réprimer ceux qui ne se soumettraient pas à leur règne,. L'un des quatre shoguns envoyés dans la région du nord s'appelait Ōhiko (大彦) , qui était également le premier fils de l'empereur Kōgen. Un jour, une certaine jeune fille s'est approchée d'Ōhiko et lui a chanté une chanson énigmatique, pour ensuite disparaître. princesse Yamato Totohi Momoso (倭迹迹日百襲媛命) la tante de Sujin, qui était douée en clairvoyance, interpréta cela comme signifiant que Take-hani-yasu-hiko (le demi-frère d'Ōhiko) préparait une insurrection. La princesse Yamato Totohi Momoso l'a reconstitué à partir d'une nouvelle selon laquelle la femme de Take-hani-yasu-hiko (Ata-bime) est venue au Mount Amanokaguya (天香久山) et a pris une motte de terre dans le coin de son foulard. 
L'empereur Sujin a réuni ses généraux en apprenant la nouvelle, mais le couple avait déjà rassemblé des troupes à l'ouest qui étaient prêtes à attaquer la capitale. L'empereur répondit en envoyant une armée sous le commandement du général Isaseri-hiko no Mikoto pour mener une bataille qui se termina par une victoire impériale décisive. Ata-bime a été tuée au combat et son mari s'est enfui vers le nord. Sujin envoie alors le général Hiko-kuni-fuku (彦国葺命)  au nord, dans la province de Yamashiro, pour punir le prince rebelle. Il y eut finalement un échange de flèches qui a entraîné la mort de Take-hani-yasu-hiko par une flèche dans la poitrine. Finalement, l'empereur nommerait 137 gouverneurs pour les provinces sous son règne impérial à mesure que l'empire s'étendait. Au cours de sa 12e année de règne, l'empereur décrète qu'un recensement de la population devait être effectué « avec des degrés d'ancienneté et l'ordre des travaux forcés ». Entre-temps, le système fiscal a été mis en place de manière que les impôts imposés prennent la forme de travail obligatoire. Ces taxes étaient connues sous le nom de yuhazu no mitsugi (弭調, bow-end tax)  pour les hommes et tanasue no mitsugi (手末調, finger-end tax)  pour les femmes. Durant cette période, la paix et la prospérité s'ensuivirent et l'empereur reçut le titre de Hatsu kuni shirasu sumeramikoto (御肇国天皇, The Emperor, the august founder of the country),.

## Mort et enterrement
Le livre V du Nihon Shoki ajoute l'épisode suivant. La tante de Suijin, la princesse Yamato Totohi Momoso susmentionnée, fut plus tard nommée épouse d'Ōmononushi (Mont Miwa).  Cependant, le kami ne lui apparaissait que la nuit et la princesse suppliait de révéler sa véritable forme. Le kami l'a avertie de ne pas être choquée et a accepté de se montrer à l'intérieur de sa boîte à peigne ( kushi-bako (櫛箱)  ) ou de sa trousse de toilette. Le lendemain, elle ouvrit la boîte et découvrit à l'intérieur un magnifique serpent. Elle poussa un cri de surprise, ce qui fit que la divinité se transforma en forme humaine, lui promit de se venger de lui avoir ainsi fait honte et s'envola vers le Mont Mimoro (Mont Miwa). La princesse fut si bouleversée qu'elle se laissa tomber sur le siège et se poignarda dans la pudenda avec des baguettes, ce qui entraîna sa mort. Elle est censée être enterrée sur l'un des six monticules près du mont Miwa, le monticule Hashihaka (en).  La version Kojiki de ce mythe décrit une union entre une femme du clan Miwa et Ōmononushi, aboutissant à la naissance d'un premier roi Yamato. Les érudits notent qu'il s'agit d'un effort clair visant à renforcer l'autorité des Yamato en identifiant et en reliant leur lignée au culte établi autour du mont Miwa. 

## Voir également
- Himiko
- Période Kofun
- Système Kofun (en)
- Ruines de Makimuku (en)
- Yamatai
- Théorie de Yamatai Honshu (en)
- royauté de Yamato
- Période Yayoi